# Carinne Löfgren-Williams
Carinne Viola Hanna Löfgren-Williams (folkbokförd Löfgren Williams), ogift Löfgren, född 26 oktober 1928 i Maria Magdalena församling i Stockholm, död 1 augusti 2017 i Solna, var en svensk tecknare, grafiker och skulptör. 

## Biografi
Carinne Löfgren-Williams var dotter till sjökapten Fabian Löfgren och Frida, ogift Liljegren. Hon studerade piano och fortsatte därefter med studier i fridans, indisk dans och pantomim. Löfgren-Williams studerade konst för Inga Bagge vid Idun Lovéns konstskola och teckning för Peter Dahl samt skulptur för Bror Marklund och Arne Jones vid Konsthögskolan i Stockholm. 
Hon debuterade med en utställning på Ateljé Moberg 1970 och ställde därefter ut på bland annat Olle Olsson-huset, Konstnärshuset, Galleri Cupido i Stockholm och Museet Vela Luka i Kroatien och Loggia Gallery i London samt i ett flertal samlingsutställningar och skulpturfestivaler bland annat i Donna in Arte i Rom där hon tilldelades en silvermedalj 1985. Hennes konst består av skulpturer utförda i plexiglas, metall, skiffer, brons, blandmaterial, mosaik och trä. Hon gör grafik, collages och teckningar. 
Som performancekonstnär arbetade hon med att förena bild, föremål, dikt, musik och rörelse. Löfgren-Williams skrev debattartiklar, prosapoem och poesi, det senare som "ord och ton"-program framförda med dottern Caroline Williams. Därutöver arbetade hon som skulpturlärare vid Medborgarskolan och var redaktör för tidskriften Metamorfos samt gjorde experimentteater tillsammans med Fritz Sjöström och Tom Olsson och drev utställningsverksamhet vid Stocksundstorps gård i Solna kommun. Löfgren-Williams är representerad vid Stockholms läns landsting, Statens konstråd och i flera kommuner. Bland hennes offentliga arbeten märks bronsskulpturen Tomhet ger Liv på Bergshamra bibliotek, verket Till sjunde himlen på Karolinska universitetssjukhuset i Solna, mosaikarbeten vid Vela Luka-museets entré i Kroatien, "KÄRLEK", växtinstallation, emaljmålning, i Bergshamra kyrka. 
Hon var aktiv som politiker i Solna kommun, kyrkorådet och Stockholms läns landsting samt var nämndeman i Svea hovrätt. 
Hon tilldelades Stockholms läns landstings kulturstipendium samt Solna kulturstipendium 1991. 
Carinne Löfgren-Williams var 1958–1966 gift med redaktören Trevor J. Williams, (1916–1969) från Nya Zeeland, som var verksam vid Sveriges Radio.